# Vilanova del Vallès
Vilanova del Vallès (em catalão e oficialmente) ou Vilanova del Vallés (em castelhano), também conhecido como Vilanova de la Roca (nome anterior à separação do município de La Roca del Vallès) é um município da Espanha, na comarca do Vallès Oriental, província de Barcelona, comunidade autónoma da Catalunha. Tem 15,2 km² de área e em 2021 tinha 5 535 habitantes (densidade: 364,1 hab./km²).